# Штигльмайерплац (станция метро)
«Штигльмайерплац» (нем. Stiglmaierplatz) — станция Мюнхенского метрополитена, расположенная на линии . Станция находится в районе Максфорштадт (нем. Maxvorstadt).

## История
Открыта 8 мая 1983 года. Станция названа в честь скульптора Иоганна Баптиста Штигльмайера.

## Архитектура и оформление
Станция спроектирована аналогично станциям Роткройцплац и Майллингерштрассе. Коричневые и белые рейки, которыми покрыты стены, расположены таким образом, что они становятся шире или уже. Как и большинство станций метро 1980-х годов, потолок оснащен алюминиевыми планками, а пол изготовлен в стиле гальки Изар.  

## Пересадки
Проходят трамваи следующих линий: 20, 21, 22.